# Паннемакер, Стефан
Стефан Паннемакер (фр. Stéphane Pannemaker, 27 февраля 1847, Брюссель — 8 марта 1930, Париж) — французский живописец и гравёр по дереву натуралистического направления.
Стефан был сыном Франсуа Паннемакера, также гравёра по дереву, представителя большой художественной семьи. Осваивал гравирование с 1861 года под руководством отца. В 1855 году семья Паннемакеров переехала из Брюсселя в Париж. Франсуа Паннемакер Старший стал профессором гравюры на дереве в Императорской школе рисования (l'École impériale de dessin).
Стефан Паннемакер сотрудничал с редакциями парижских журналов: «Magasin Pittoresque», с 1874 года — «L’Illustration». С 1880 года преподавал искусство гравюры в парижской Школе изящных искусств (École des Beaux-Arts) и в l’école Estienne. В 1883 году стал членом Общества французских художников, экспонировал свои произведения в парижском Салоне, где регулярно получал награды. Его работы были удостоены главного приза на Всемирной выставке 1889 года в Париже.
Паннемакер с большим успехом выполнял иллюстрации к книжным изданиям, гравировал по живописным оригиналам Каролюса-Дюрана, Жюля Бретона, Жан-Жака Эннера, Жан-Поля Лорана и многих других. Однако распространение с 1900-х годов фотомеханических способов репродуцирования картин привело его деятельность к полному упадку и последующему забвению.
В 1881 году Стефан Паннемакер стал кавалером Ордена Почётного легиона, но умер в крайней бедности в Париже 8 марта 1930 года в Париже.